# Wojciech Mikołaj Olędzki
Wojciech Mikołaj Olędzki herbu Rawicz (zmarł  ok. 1724) – poseł na Sejm I Rzeczypospolitej, łowczy łukowski (1693–1701), starosta szmeltyński (1701–1717), kasztelan chełmski (od 5 grudnia 1717), kasztelan dobrzyński 1712 (?), działacz samorządowy w latach 1692-1724. 
Ożenił się z NN. Jełowiecką. Szwagrem jego był Hieronim Maciej Jełowicki (1672-1732), kanonik lwowski, sekretarz wielki koronny.
Brał udział w wielu misjach dyplomatycznych z polecenia sejmiku. Sprzeciwiał się obecności wojsk rosyjskich i saskich na obszarze Rzeczypospolitej, domagając się ich niezwłocznego usunięcia.
Jako poseł ziemi chełmskiej był uczestnikiem Walnej Rady Warszawskiej 1710 roku.